# Républicanisme en Norvège
Le républicanisme en Norvège est un mouvement visant à changer le statut actuel de la Norvège d’une monarchie constitutionnelle en une république. Cette position est très minoritaire dans le pays.

## Histoire
Après la dissolution de la Suède-Norvège, dans une entrevue accordée fin septembre 1905 au Le Temps, l’explorateur Fridtjof Nansen estime que le choix entre république et monarchie ne peut déterminer la forme d’un gouvernement, tout en se prononçant davantage pour la seconde option, arguant qu’une dynastie empêche le retour vers l’union,. Le référendum sur la monarchie norvégienne, les 12 et 13 novembre de la même année, cherche à déterminer si le prince danois Carl doit être élu roi de Norvège, mais les historiens s’accordent à dire qu’il est question du maintien de la monarchie : les Norvégiens se prononcent « pour » en large majorité.
Au XXIe siècle, la monarchie norvégienne bénéficie encore d’un soutien très important de la population, avec plus de 80 % d’opinions favorables,.